# عالم غامبول المدهش الغريب
عالم غامبول المدهش الغريب هو مسلسل رسوم متحركة بريطاني أمريكي من ابتكار بن بوكليه ومن إنتاج استديوهات هانا-باربيرا أوروبا مع وارنر براذرز أنيميشن. يُعدّ المسلسل إحياءً للسلسلة الأصلية وسلسلةً مشتقة من مسلسل كرتون نتورك عالم غامبول المدهش (2011–2019). عُرضت الحلقات العشرون الأولى عبر منصتي هولو وديزني+ من خلال اشتراك إضافي في هولو، في الولايات المتحدة بتاريخ 28 يوليو 2025، وسيعرض دوليًا لأول مرة عبر كرتون نتورك وإتش بي أو ماكس في 6 أكتوبر.

## طاقم التمثيل والشخصيات

### الأصوات الرئيسية
- ألكايو ثيلي في دور غامبول واترسون،[5] قط أزرق متفائل ومشاغب، يُصوّر عادة كصبي يبلغ من العمر 12 عامًا.
- هيرو هنتر في دور داروين واترسون،[5] سمكة ذهبية مرحة ذات أرجل، وهو أفضل صديق لغامبول وأخوه بالتبني.
- كينزا سيد خان في دور آنايس واترسون،[5] أرنبة وردية ذكية وهي الأخت الصغرى لغامبول وداروين.
- تيريزا غالاغر في دور نيكول واترسون،[5]
- دان راسل في دور ريتشارد واترسون،[5]

### أصوات أخرى
- ماكس كازير
- ماريا تيريزا كريسي
- ساندرا ديكنسون
- ستيفان أشتون فرانك
- ريتش فولتشر
- ستيف فيرست
- هيوغو هارولد-هاريسون
- أليكس جوردن
- سيمون ليبكن
- |آدم لونغ
- جيسيكا ماكدونالد
- نعومي ماكدونالد
- ناوكو موري
- جايلز نيو
- أليكسيس بلات
- أليكس ويلتون ريغان
- ليزا روس
- كلايف راسل
- كيري شايل

## الإنتاج
في مهرجان آنسي الدولي لأفلام الرسوم المتحركة لعام 2023، أُعلن أن الموسم السابع من مسلسل الرسوم المتحركة عالم غامبول المدهش قيد الإنتاج، دون تحديد موعدٍ رسميٍ للعرض آنذاك.
ووفقًا لقائمة EIDR، فإن الموسم الجديد سيتكوّن من 40 حلقة.
وفي نسخة المهرجان للعام التالي، كُشف عن مزيدٍ من التفاصيل المتعلقة بالموسم السابع، حيث أُعلن أنه دخل مرحلة الإنتاج الكامل، كما تم عرض معاينة من الحلقة الأولى بعنوان «البرغر».
تدور أحداث الحلقة حول محاولة غامبول وداروين، وبشكل خاص داروين، تناول طعام صحي، ليكتشفا أن ذلك ليس بالأمر السهل، حيث تبيّن أن جميع متاجر المدينة مملوكة لشخصٍ واحد يُدعى "السيد بيلدربرغر"، مما يؤدي إلى سلسلة من المواقف الكوميدية التي تُظهر ترابط الأمور فيما بينها.
وفي مايو 2025، أُعلن رسميًا عن تغيير اسم الموسم إلى عالم غامبول المدهش الغريب، مع تحديد موعد عرضه على منصة هولو في الولايات المتحدة، وعلى كرتون نتورك عالميًا.
وقد شمل الإعلان أيضًا تغيير مؤدي الأصوات لأبناء عائلة واترسون الثلاثة؛ حيث سيؤدي ألكايو ثيلي صوت "غامبول"، وهيرو هنتر صوت "داروين"، وكينزا سيد خان صوت "آنايس"، وهي المرة الأولى التي لا تُؤدي فيها كيلا راي كواليفسكي هذا الدور. في المقابل، ستستمر تيريزا غالاغر ودان راسل في أداء صوتي "نيكول" و"ريتشارد واترسون" على التوالي. كما أُصدر عرضٌ تشويقيٌ قصير بهذه المناسبة.
قدّمت استوديوهات Studio Soi الألمانية وBobbypills الفرنسية خدمات الرسوم المتحركة ولوحات القصة على التوالي، حيث شارك الأول سابقًا في العمل على السلسلة الأصلية.
في 26 يوليو 2025، أكّد بن بوكليه أن العرض يُعدّ سلسلة مشتقة واستمرارًا للسلسلة الأصلية، وليس موسمًا سابعًا.
كان المنتجين التنفيذيين مات لايزل وإريك فونتين قد عملا على العرض التفاعلي الخاص بـNetflix بعنوان Battle Kitty قبل مشاركتهما في هذه السلسلة.

## الحلقات
| الرقم في السلسلة | الرقم في الموسم | العنوان          | تاريخ البث الأصلي  |
| ---------------- | --------------- | ---------------- | ------------------ |
| 241              | 1               | «البرغر»         | 28 يوليو 2025      |
| 242              | 2               | «المساعد»        | 28 يوليو 2025      |
| 243              | 3               | «المسافة»        | 28 يوليو 2025      |
| 244              | 4               | «الشيء»          | 28 يوليو 2025      |
| 245              | 5               | «المؤخرات»       | 28 يوليو 2025      |
| 246              | 6               | «حركة المرور»    | 28 يوليو 2025      |
| 247              | 7               | «التنجيم»        | 28 يوليو 2025      |
| 248              | 8               | «المُشجِعة»        | 28 يوليو 2025      |
| 249              | 9               | «الممل»          | 28 يوليو 2025      |
| 250              | 10              | «المعلم»         | 28 يوليو 2025      |
| 251              | 11              | «التطبيق»        | 28 يوليو 2025      |
| 252              | 12              | «المدخل»         | 28 يوليو 2025      |
| 253              | 13              | «الرسالة»        | 28 يوليو 2025      |
| 254              | 14              | «الأمعاء»        | 28 يوليو 2025      |
| 255              | 15              | «التجعيدة»       | 28 يوليو 2025      |
| 256              | 16              | «الذواقة»        | 28 يوليو 2025      |
| 257              | 17              | «المسبح»         | 28 يوليو 2025      |
| 258              | 18              | «الصورة الشخصية» | 28 يوليو 2025      |
| 259              | 19              | «التسلق»         | 28 يوليو 2025      |
| 260              | 20              | «الأمادين»       | 28 يوليو 2025      |
| 261              | 21              | «الإلغاء»        | سيتم الإعلان لاحقًا |
| 262              | 22              | «الاستدعاء»      | سيتم الإعلان لاحقًا |
| 263              | 23              | «الناجون»        | سيتم الإعلان لاحقًا |
| 264              | 24              | «الواجب المدرسي» | سيتم الإعلان لاحقًا |
| 265              | 25              | «السكوتر»        | سيتم الإعلان لاحقًا |
| 266              | 26              | «الاقتراح»       | سيتم الإعلان لاحقًا |
| 267              | 27              | «الفرقة»         | سيتم الإعلان لاحقًا |
| 268              | 28              | «مشعل الحرائق»   | سيتم الإعلان لاحقًا |
| 269              | 29              | «لوح التزلج»     | سيتم الإعلان لاحقًا |
| 270              | 30              | «العمر»          | سيتم الإعلان لاحقًا |
| 271              | 31              | «الشاحنة»        | سيتم الإعلان لاحقًا |
| 272              | 32              | «المطار»         | سيتم الإعلان لاحقًا |
| 273              | 33              | «المربى»         | سيتم الإعلان لاحقًا |
| 274              | 34              | «الجبل»          | سيتم الإعلان لاحقًا |
| 275              | 35              | «المروحية»       | سيتم الإعلان لاحقًا |
| 276              | 36              | «المهمة»         | سيتم الإعلان لاحقًا |
| 277              | 37              | «البنك»          | سيتم الإعلان لاحقًا |
| 278              | 38              | «المستشفى»       | سيتم الإعلان لاحقًا |
| 279              | 39              | «القمامة»        | سيتم الإعلان لاحقًا |
| 280              | 40              | «الهدف»          | سيتم الإعلان لاحقًا |

## وصلات خارجية
- عالم غامبول المدهش الغريب على موقع IMDB (الإنجليزية)